# تپه قلعه پاوارس
تپه قلعه پاوارس مربوط به هزاره اول قبل از میلاد - دوره اشکانیان - دوره ساسانیان است و در شهرستان میانه، دهستان گرمه جنوبی، ۱/۵ کیلومتری جنوب غربی روستای پاوارس واقع شده و این اثر در تاریخ ۲۷ اسفند ۱۳۸۷ با شمارهٔ ثبت ۲۶۳۸۹ به‌عنوان یکی از آثار ملی ایران به ثبت رسیده است.